# 茂野隆晴
茂野 隆晴（しげの たかはる、1941年 -  ）は、日本の法学者。 山梨学院大学教授。専門は日本法制史、基礎法学。

## 来歴
1963年日本大学法学部政治経済学科卒業。駒澤大学大学院法学研究科私法学修士課程修了。1975年同大学院博士課程単位取得。山梨学院大学法学部法学科教授、法学部長を歴任。
著書に「プライマリー法学 - 日本法のシステム」「エッセンシャル実定法学」「法学マテリアルズ」「日本法制史」などの共編著がある

。

## 著書
- 国立国会図書館

### 論文
- CiNii